# Girl with a Pearl Earring (film)

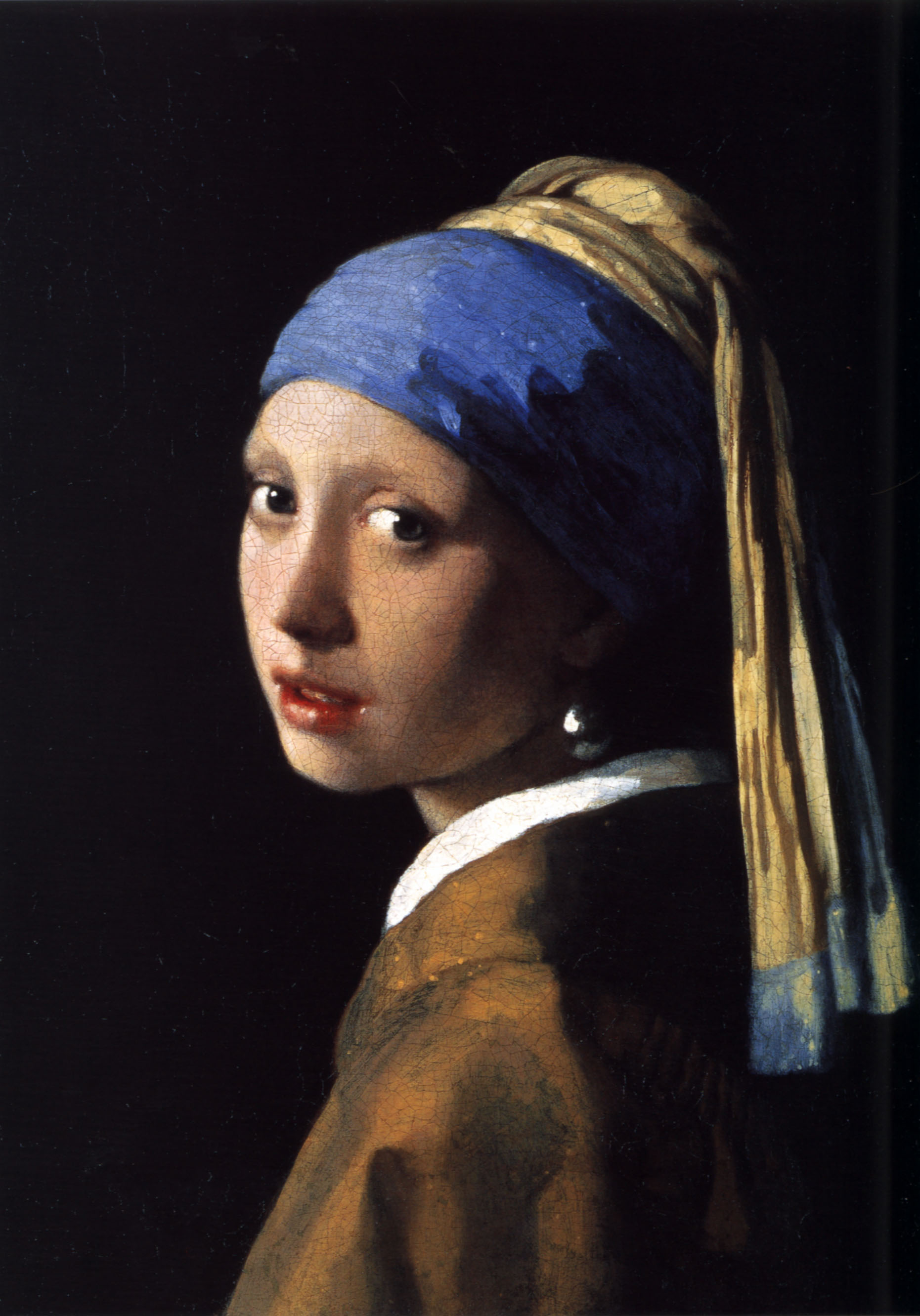
Het meisje met de parel van Vermeer, de inspiratie voor zowel de gelijknamige roman als de film

Girl with a Pearl Earring (Meisje met een parel) is een pseudobiografische dramafilm uit 2003 onder regie van Peter Webber. Het verhaal is gebaseerd op de gelijknamige roman uit 1998 van Tracy Chevalier, waarin op fictieve wijze een periode uit het leven van de kunstschilder Johannes Vermeer wordt beschreven. Voor Webber was de productie de eerste lange bioscoopfilm onder zijn regie, nadat hij eerder een handvol televisiefilms uitbracht.
Girl with a Pearl Earring werd genomineerd voor de Oscars voor beste cinematografie, beste kostuums en beste artdirection, voor de Golden Globes voor beste hoofdrolspeelster (Scarlett Johansson) en beste filmmuziek (van Alexandre Desplat) en tevens voor tien prijzen in het kader van de BAFTA Awards 2004. De film kreeg meer dan tien andere prijzen daadwerkelijk toegekend, waaronder een European Film Award voor beste cinematografie.

## Verhaal
Griet (Scarlett Johansson) is een dochter van een Delftse tegelmaker. Zij komt op zestienjarige leeftijd als dienstmeisje bij Johannes Vermeer (Colin Firth) in de huishouding werken, en is zo getuige van een ongelukkig huwelijk. Op verzoek van Vermeers mecenas Pieter van Ruijven (Tom Wilkinson), die een oogje heeft op Griet, staat ze model voor Vermeers schilderij Meisje met de parel uit 1665. Zij draagt daarbij op initiatief van Vermeer de parels van zijn vrouw, zonder haar toestemming of medeweten, en tot haar grote woede. Het schilderij leidt zo tot het vertrek van Griet uit het huis van Vermeer. Griet is daarbij speelbal en slachtoffer van alle sluimerende conflicten tussen de personen in het huis van Vermeer. Als Johannes Vermeer 10 jaar later sterft, ontvangt Griet tot haar verbazing de parels uit handen van iemand in Vermeers huishouding.

## Rolverdeling
| Acteur               | Personage                                   |
| -------------------- | ------------------------------------------- |
| Colin Firth          | Johannes Vermeer                            |
| Scarlett Johansson   | Griet, het dienstmeisje                     |
| Tom Wilkinson        | Pieter van Ruijven, de mecenas van Johannes |
| Judy Parfitt         | Maria Thins, Johannes' schoonmoeder         |
| Cillian Murphy       | Pieter                                      |
| Essie Davis          | Catharina, de vrouw van Johannes            |
| Joanna Scanlan       | Tanneke                                     |
| Alakina Mann         | Cornelia                                    |
| Christopher McHallem | de vader van Griet                          |
| Rollo Weeks          | Frans                                       |
| Anna Popplewell      | Maertge                                     |

## Achtergrond
De film is opgenomen in Amsterdam, Damme, Delft en Luxemburg. De decors werden ontworpen door Ben van Os. Delen zijn in Luxemburg in een decor van de film Secret Passage opgenomen, dat eerst dienstdeed als Venetië. Het decor werd aangepast om op Delft te lijken.
In de film komen Canadese populieren in beeld; dat is historisch gezien incorrect.